# Drankin' Patnaz
Albums de YoungBloodZ
Against da Grain
(1999) Ev'rybody Know Me
(2005)
Drankin' Patnaz est le deuxième album studio des YoungBloodZ, sorti le 26 août 2003.
L'album s'est classé 1er au Top R&B/Hip-Hop Albums et 5e au Billboard 200.

## Liste des titres
| No  | Titre                                  | Durée |
| --- | -------------------------------------- | ----- |
| 1.  | Intro                                  | 1:30  |
| 2.  | Damn! (featuring Lil Jon)              | 4:59  |
| 3.  | Whatchu Lookin' At                     | 4:58  |
| 4.  | Sean Paul (Get 'Em Crunk)              | 3:53  |
| 5.  | Hustle (featuring Killer Mike)         | 4:25  |
| 6.  | Cadillac Pimpin'                       | 4:10  |
| 7.  | Oozie 1                                | 0:54  |
| 8.  | Mudd Pit                               | 3:35  |
| 9.  | My Automobile                          | 3:12  |
| 10. | Lane to Lane                           | 4:10  |
| 11. | Tequila                                | 5:02  |
| 12. | Skit #2                                | 0:48  |
| 13. | Drankin' Patnaz                        | 4:22  |
| 14. | Mind on My Money (featuring Jazze Pha) | 4:42  |
| 15. | Lean Low (featuring Backbone)          | 3:55  |
| 16. | No Average Playa (featuring Jazze Pha) | 4:50  |